# Bauhinia hirsuta
Bauhinia hirsuta là một loài thực vật có hoa trong họ Đậu. Loài này được Weinm. miêu tả khoa học đầu tiên.